# Aleksandra Piłsudska
Aleksandra Piłsudska née Szczerbińskich[Quoi ?][Selon qui ?] ou plutôt Szczerbińska, (1882 - 1963) à Suwałki, est une femme politique activiste et Première dame de Pologne.

## Biographie
Elle a fait ses études au gymnasium de sa ville, alors dans l'Empire russe, puis à l'Université volante.
En 1904, elle rejoint le Parti socialiste polonais, alors qu'elle travaillait dans une usine à Varsovie. Elle rejoint aussi la Organizacja Bojowa, branche militaire du parti.
 En 1907, elle est emprisonnée à Daniłłowicze puis transférée à la prison de Pawiak. Elle passe par Kiev, Lwow et intègre l'organisation paramilitaire Związek Strzelecki (Union des sociétés de tir).

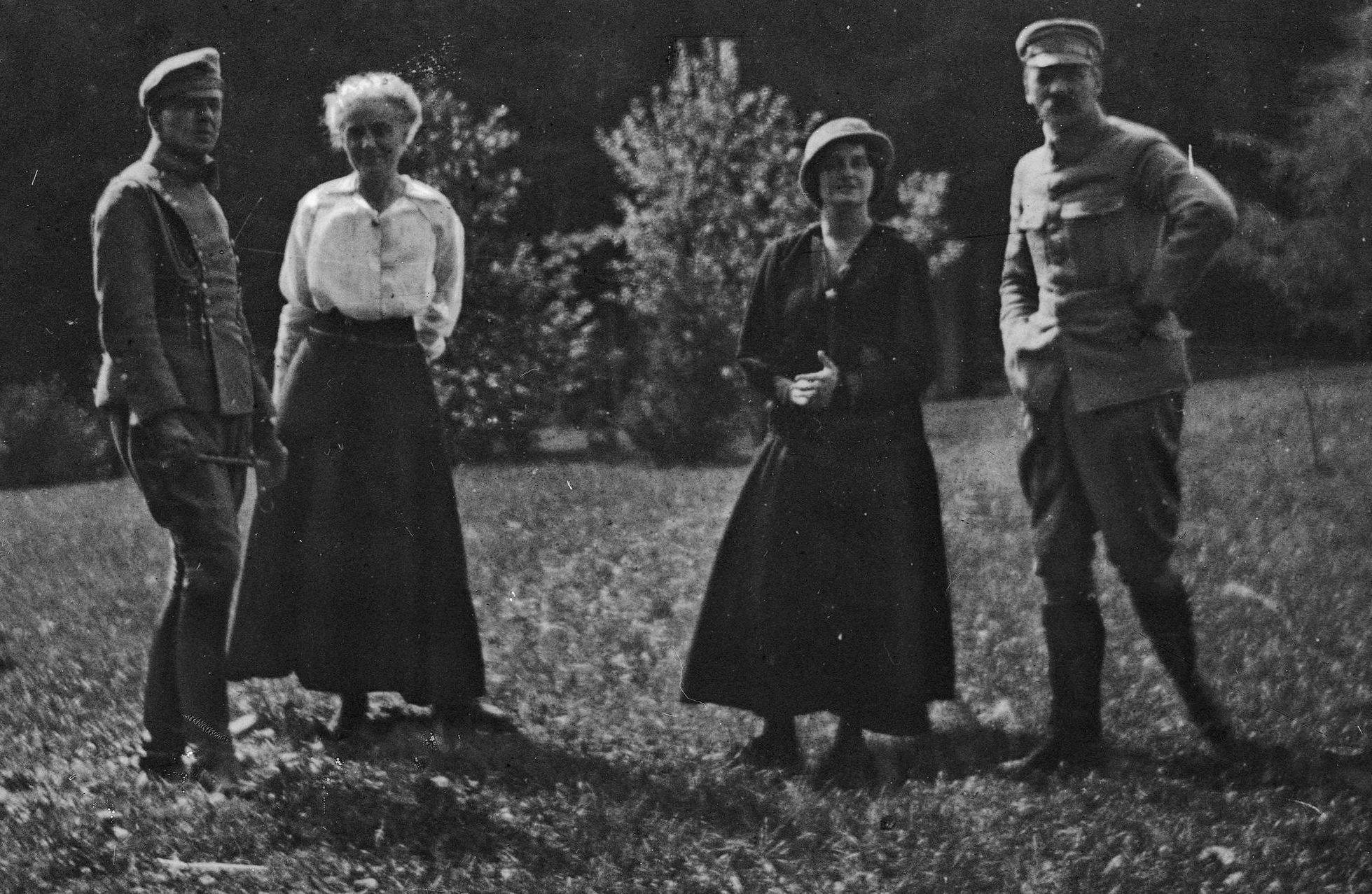
Bolesław Wieniawa-Długoszowski et sa sœur Maria Michalewska,, le couple Piłsudski (Aleksandra et Józef) à Zakopane en 1916.

Lors de la Première Guerre mondiale, elle est agent de liaison pour le 1er régiment de la Légion polonaise et ensuite l'Organisation militaire polonaise. De nouveau emprisonnée, elle est relâchée par l'Acte du 5 novembre.

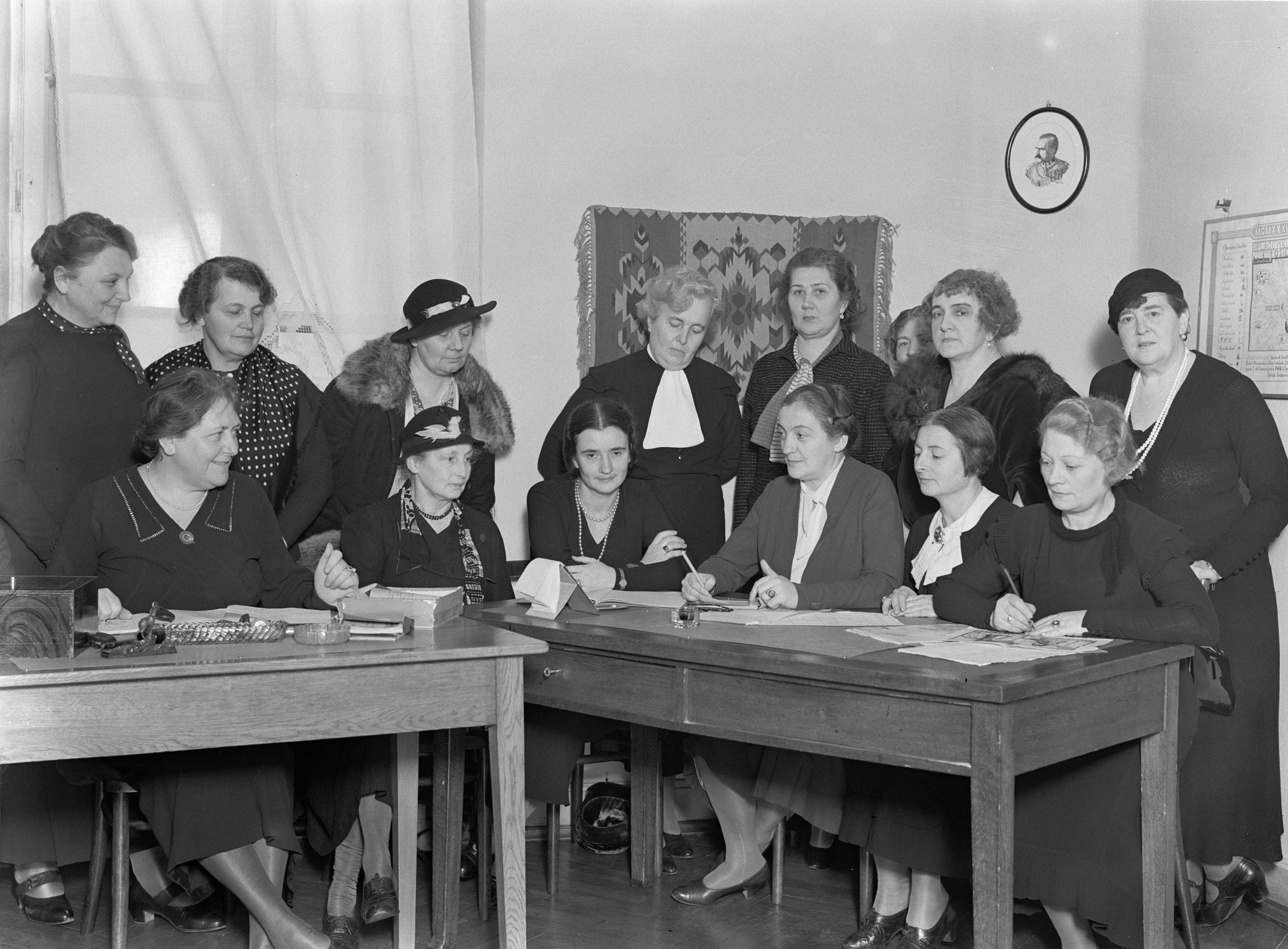
Aleksandra et Janina Korolewicz-Waydowa, réunion de Famille militaire en 1934.

Elle a deux enfants : Wanda en février 1918 et Jadwiga en février 1920, de Józef Piłsudski. Ils se marient en 1921, quelque mois après le décès de sa première épouse Maria.
Elle a été membre de Rodzina Wojskowa (« Famille militaire »), association qui venait en aide aux orphelins de la Grande Guerre.